# Catharinakerk (Zoutelande)

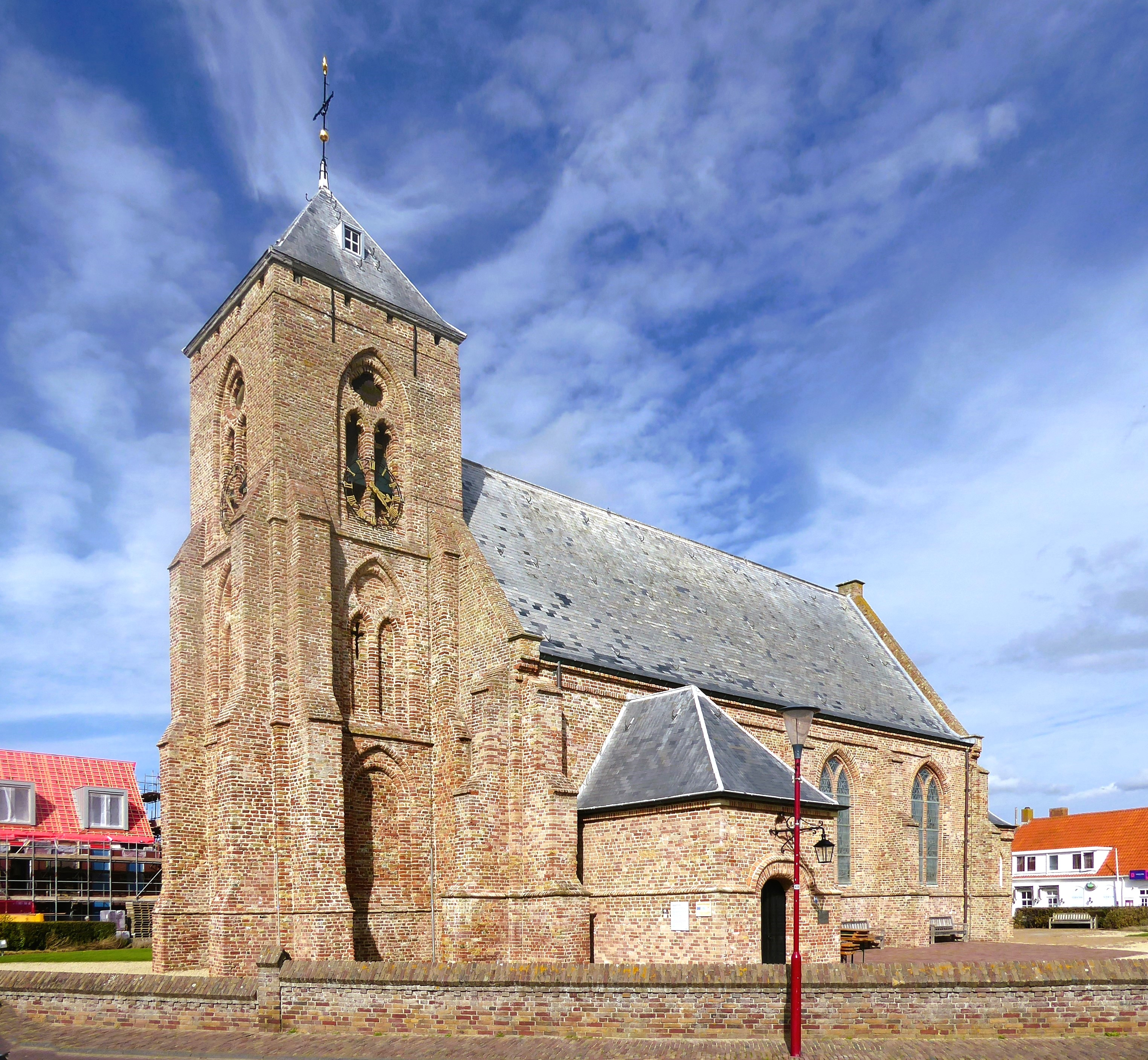
Die Catharinakerk zu Zoutelande

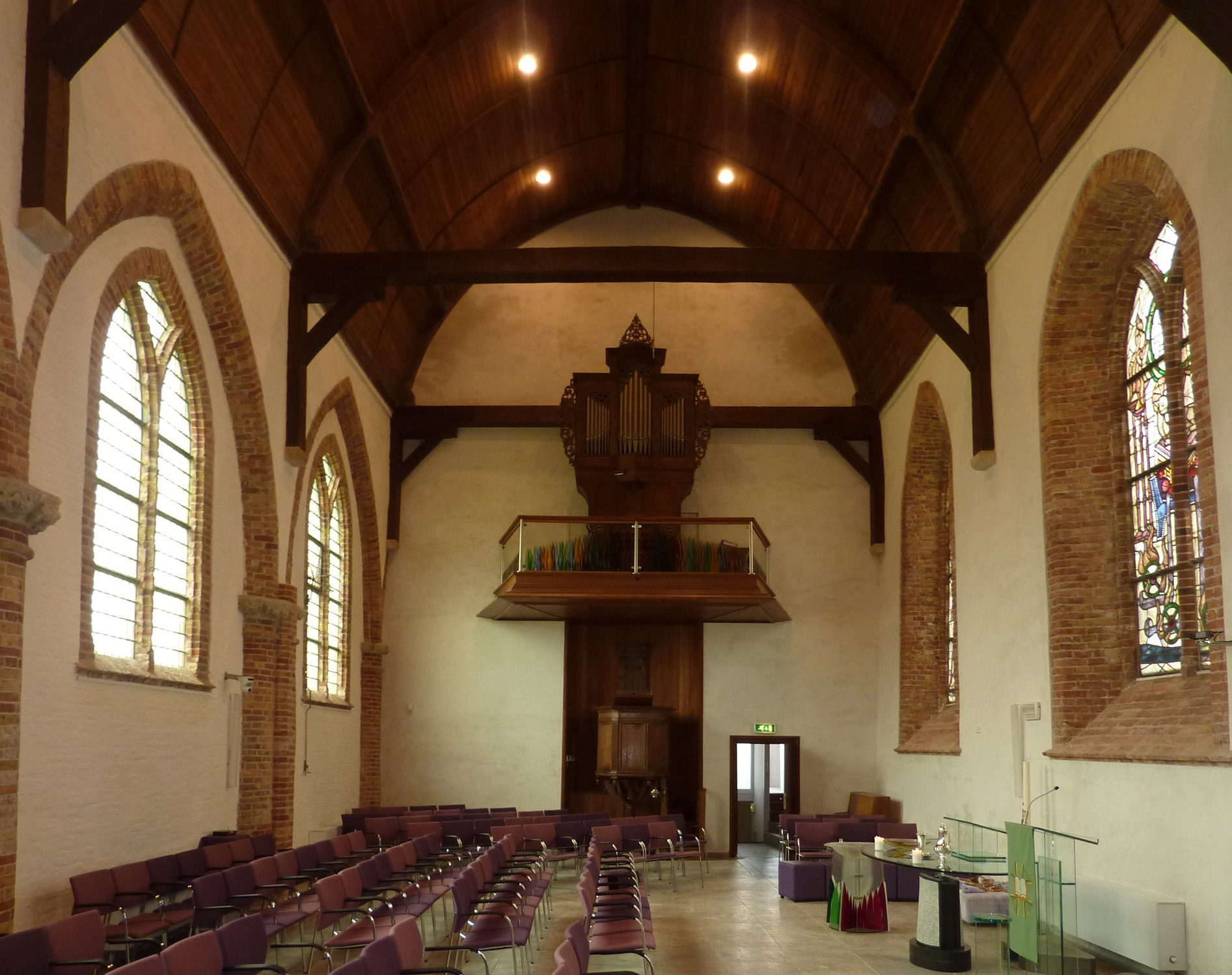
Inneres Richtung Osten

Die Catharinakerk ist ein Kirchengebäude der Protestantischen Kirche in den Niederlanden in Zoutelande in der Gemeinde Veere in der Provinz Zeeland. Die Kirche ist seit 1967 als Rijksmonument eingestuft.

## Geschichte
Gewidmet war der Sakralbau bis zur Reformation der heiligen Katharina von Alexandrien, jedoch ist das Patrozinium entgegen der reformierten Tradition im Bewusstsein der Bevölkerung niemals ganz verloren gegangen. Um 1249 wurde in Werendijke bei Zoutelande ein kleines Kloster der Benediktinerinnen gegründet, das Kloster Porta Coeli (deutsch: Himmelspforte), welches trotz Zuwendungen durch die Grafen von Holland nicht lebensfähig war. Daher wurde es 1317 der Komturei Sint-Jan ten Heere bei Aagtekerke unterstellt. Vermutlich um 1271 wurde von Werendijke aus in Zoutelande, das ursprünglich zur Pfarrei von St. Willibrord in Westkapelle gehört hatte, die Katharinenkirche gegründet und abgepfarrt. Das Kloster selber hat die Wirren der Reformation nicht überstanden. Die 1235 erstmals nachweisbare Kirche von Werendijke wurde im Achtzigjährigen Krieg zerstört.
Ältester Teil der Zoutelander Katharinenkirche sind der im Stil der Scheldegotik errichtete Turm aus dem 13. Jahrhundert sowie Kapitelle in der Nordwand. Diese stellen Überreste eines Umbaus der Kirche zur Hallenkirche aus der Zeit um 1500 dar, wobei ein nördliches Seitenschiff angefügt wurde. 1573 erlitt der Bau im Zuge des Achtzigjährigen Krieges schwere Beschädigungen. Als Folge der Verwüstungen entschloss man sich zum Abriss von Seitenschiff und Chor, welcher im calvinistischen  Gottesdienst liturgisch nicht mehr benötigt wurde. Anstelle des Chors befindet sich heute eine Sakristei. 1951 fand eine umfassende Renovierung der Kirche statt.

## Orgel
Die Kirche beherbergt eine historische Orgel. Das Instrument wurde vermutlich um das Jahr 1680 von dem Orgelbauer Peter Weidtman d. Ä. für eine Klosterkirche in Limburg erbaut. Bereits 1718 wurde es in der Reformierten Kirche von Heerlen aufgestellt, dort auch 1722 und 1838 repariert. Als diese Kirche im Jahr 1932 geschlossen wurde, kaufte der Orgelbauer D. Hendrikse aus Haarlem die Orgel, ließ sie reparieren und verkaufte sie 1950 nach Zoutelande, wo sie 1951 aufgestellt wurde. Das Schleifladen-Instrument hat 6 Register auf einem Manualwerk (C,D-c3: Holpijp 8′, Prestant 4′, Fluit 4′, Octaaf 2′, Scherp II-III, Sesquialter (D) II, Trechterregaal 8′). Das Pedal (C,D-f0) ist angehängt. Die Spiel- und Registertrakturen sind mechanisch.